# Tovalló

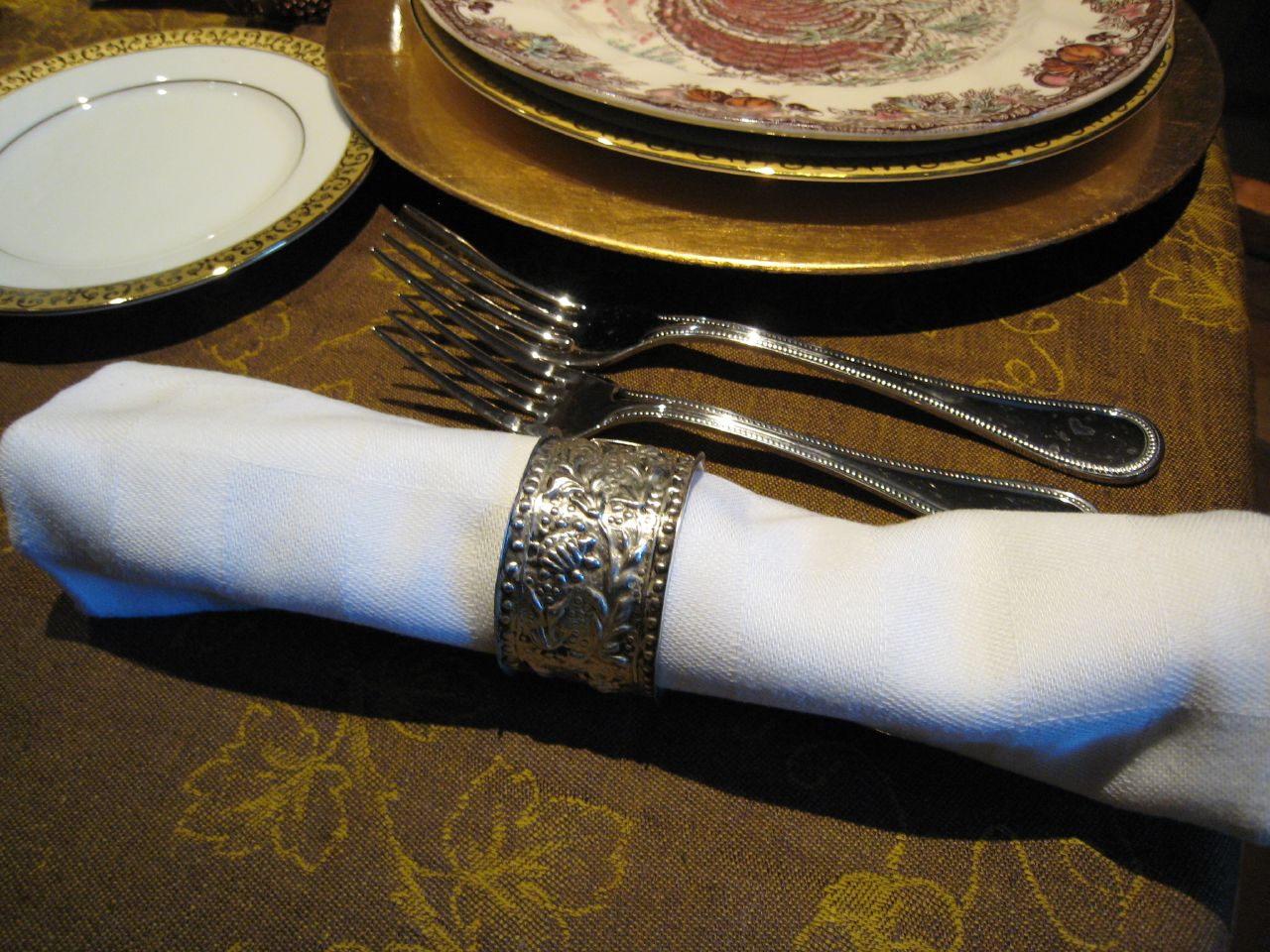
Tovalló a taula, enrotllat

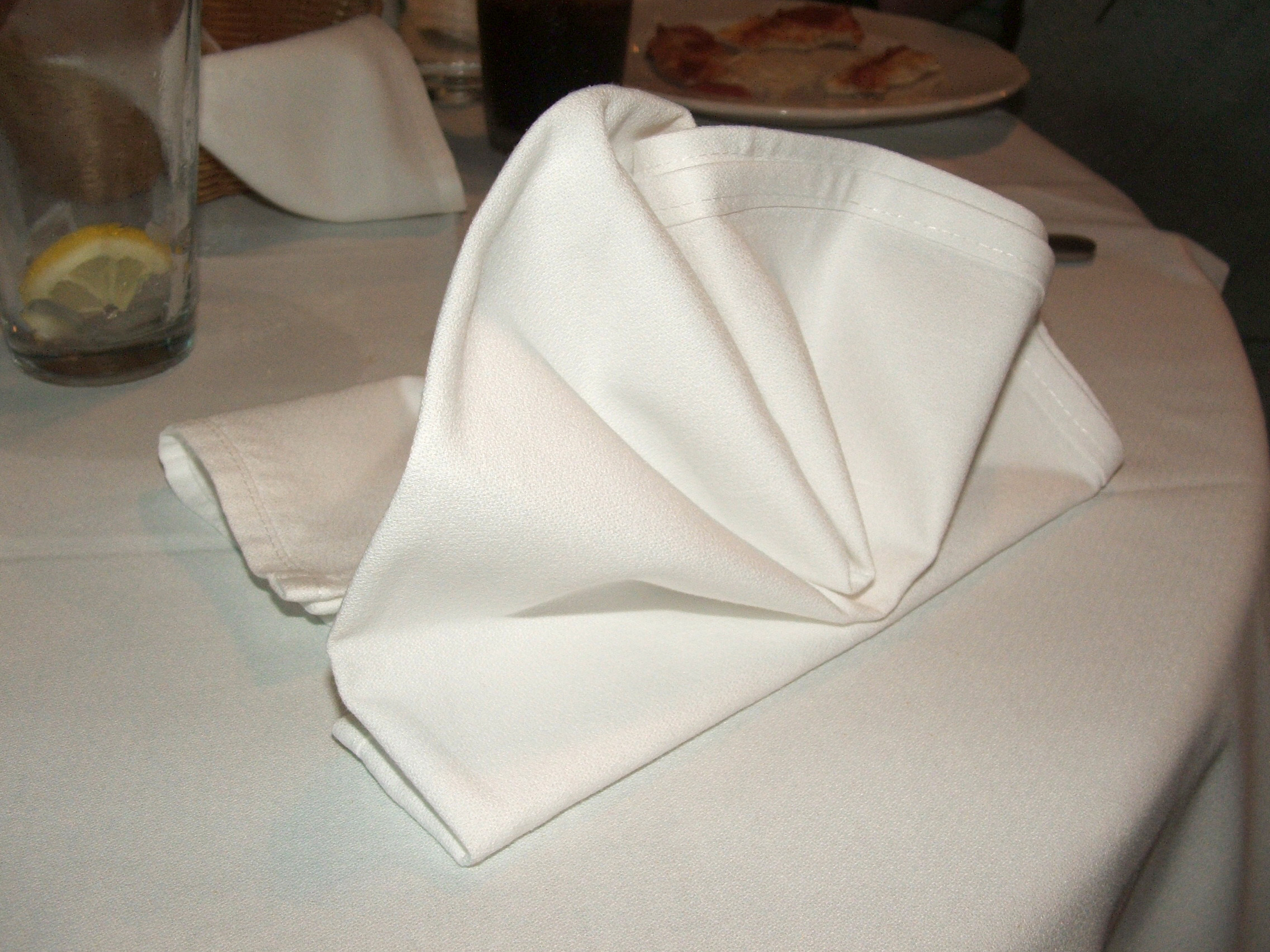
Tovalló doblegat

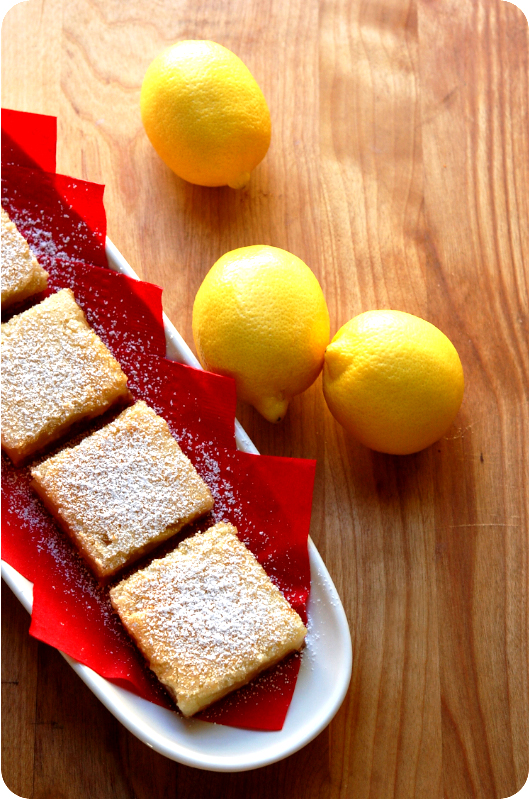
Tovallons usats com a tapet

Un tovalló, torcaboques, torcaboca, tovallol o tel de boca és una peça quadrada de teixit, sovint a joc amb les estovalles, que hom empra a taula per a eixugar-se els llavis i les mans. Modernament existeixen també tovallons de paper, que no es renten sinó que es llencen després de cada ús. Aquests són habituals a restaurants econòmics, locals de menjar ràpid i bars, a més de ser cada cop més freqüents en algunes llars.
Especialment els de roba es poden doblegar de maneres més o menys sofisticades per a decorar la taula abans de dinar. De vegades, cada persona usa sempre el mateix tovalló, que pot estar personalitzat directament, per exemple amb el nom brodat o un dibuix o estampat diferent, o bé per mitjà de tovallolers, que són una mena de polseres per a tovallons, que poden ser diferents per a cada persona o no. En qualsevol cas serveixen també com a element decoratiu.
Els tovallons de paper s'usen de vegades també per a embolicar cons de gelat i entrepans.

## Història
L'ús del tovalló és més antic que el de la forquilla, com a mínim als Països Catalans, on es remunta almenys a l'època medieval. Francesc Eiximenis explica que usar el tovalló és un molt bon costum. A l'edat mitjana el poble i els senyors menjaven en cadires o bancs a una sola cara d'una taula allargada muntada sobre cavallets i guarnida amb una estovalla. Les persones podien tenir tovallons individuals.

## Altres usos
Els tovallons poden usar-se per a altres coses. Per exemple, alguns formatges prenen la seva forma a partir de tovallons, i al País Valencià fins i tot n'hi ha un d'ells que pren el seu nom: formatge de tovalló.
També s'havien usat per embolicar els ous per a bullir-los.
Al Cerimonial de 1734 dels frares carmelites s'explica que havien d'usar un tovalló gran que servís també com a estovalla individual: s'havia de col·locar la meitat a sobre la taula, per a posar-hi a sobre la tassa, el ganivet i la forquilla, i l'altra meitat havia de caure cap a la falda del frare.